# Liste der Baudenkmale in Holldorf
In der Liste der Baudenkmale in Holldorf sind alle denkmalgeschützten Bauten der Gemeinde Holldorf (Mecklenburg-Vorpommern) und ihrer Ortsteile aufgelistet. Grundlage ist die Veröffentlichung der Denkmalliste des Landkreises Mecklenburgische Seenplatte (Auszug) vom 20. Januar 2017.

## Baudenkmale nach Ortsteilen

### Holldorf
| ID  | Lage | Bezeichnung                            | Beschreibung | Bild |
| --- | ---- | -------------------------------------- | ------------ | ---- |
| 488 |      | Friedhof mit                           |              |      |
| 488 |      | Feldsteintrockenmauer,                 |              |      |
| 488 |      | Toreinfassung und                      |              |      |
| 488 |      | Glocke (im freistehenden Glockenstuhl) |              |      |

### Ballwitz
| ID | Lage           | Bezeichnung                               | Beschreibung | Bild       |
| -- | -------------- | ----------------------------------------- | ------------ | ---------- |
| 17 |                | Schmiede                                  |              |            |
| 18 | Dorfstraße     | Brunnen                                   |              |            |
| 19 | Dorfstraße     | Bauernhaus                                |              |            |
| 21 | Dorfstraße 23  | Bauernhaus mit                            |              |            |
| 21 | Dorfstraße 25  | Stall                                     |              |            |
| 22 |                | Büdnerei mit                              |              |            |
| 22 | Dorfstraße 29  | Stall                                     |              |            |
| 20 |                | Bauernhaus                                |              |            |
| 23 | Kastanienweg 3 | Pfarrhaus mit                             |              |            |
| 23 | Kastanienweg 7 | Scheune                                   |              |            |
| 24 |                | Kirche mit                                |              | Kirche mit |
| 24 | Dorfstraße     | Feldsteintrockenmauer,                    |              |            |
| 24 |                | Portal I,                                 |              |            |
| 24 |                | Portal II,                                |              |            |
| 24 |                | historische Grabstellen,                  |              |            |
| 25 |                | Kriegerdenkmal 1914/18 (auf dem Friedhof) |              |            |

### Rowa
| ID  | Lage | Bezeichnung                                    | Beschreibung | Bild           |
| --- | ---- | ---------------------------------------------- | ------------ | -------------- |
| 967 |      | Kirche mit                                     |              | Weitere Bilder |
| 967 |      | Bronzeglocke im freistehenden Glockenstuhl und |              |                |
| 967 |      | Feldsteintrockenmauer,                         |              |                |
| 967 |      | Torpfeiler,                                    |              |                |
| 967 |      | Eisentor und                                   |              |                |
| 967 |      | Leichenhalle                                   |              |                |
| 968 |      | Kriegerdenkmal 1939/1945 (an der Kirche)       |              |                |

## Quelle
- Karte der Baudenkmale im Geoportal des Landkreises